# Cantón de Sainte-Savine
El cantón de Sainte-Savine era una división administrativa francesa, que estaba situada en el departamento de Aube y la región de Champaña-Ardenas.

## Composición
El cantón estaba formado por cinco comunas:
- La Rivière-de-Corps
- Macey
- Montgueux
- Sainte-Savine
- Torvilliers

## Supresión del cantón de Sainte-Savine
En aplicación del Decreto nº 2014-216 de 21 de febrero de 2014, el cantón de Sainte-Savine fue suprimido el 22 de marzo de 2015 y sus 5 comunas pasaron a formar parte; dos del nuevo cantón de Saint-André-les-Vergers, dos del nuevo cantón de Saint-Lyé y una del nuevo cantón de Troyes-2.